# 何子平
何子平（418年—477年），表字不詳，廬江郡灊縣人。東晉侍中何楷的曾孫，其家世代居於會稽。其人以孝聞名。

## 生平
何子平年少時就有志向和操行，故得會稽鄉人稱道。何子平任揚州從事史時每次從每月俸祿中領到白米後都會去市集中換成粟麥，有人見這似乎無利可圖，問其原因，原來子平是因為母親在會稽經常都沒有米作食物，自己就不忍心在這兒吃白米。而每當有人送子平新鮮食品，如果是不能夠送去會稽家中的話子平都一概不收。
後來，子平母親按黃籍上的出生時間已達八十歲，子平就放棄官職回去照顧母親。不過由於其母是庶出，黃籍所寫的日期其實是寫早了，當時鎮軍將軍顧覬之就對子平說：「親友們全都知尊上年紀根本未到八十，你留在揚州州府中還有點俸祿收入，應該請求留下。」但子平卻答：「在公就該相信官方黃籍所記，而現在按照記錄就已到年紀了，我就要去供養了，怎能說實制不夠歲數而冒領功名利祿。而且這個亦是我的心願。」覬之退而再勸他以母親年老為由自求一縣，但子平又再拒絕：「她實際上還未夠年齡，又怎能以此來求俸祿呢。」覬之聽罷就更敬重他了。而子平回家後亦盡力供養母親。
元嘉三十年（453年），太子劉劭弒宋文帝，自登帝位，安東將軍劉誕起兵討伐，並以子平行其參軍。子平認為劉劭行為滅絕人理，全天下都應該起來反對，於是破例接受任命，但同年劉劭被消滅後就自行離任了。後來曾獲授奉朝請但都不上任，不過最後都為了供養母親而接受了海虞令一職。可是，縣令的官俸他就真的只用來養母親，完全沒有用來給妻兒的生活費，有人就認為他太吝嗇了，但子平就回應稱這些俸祿本來就用來養母親，不是為了自己家。後來母親去世了，子平棄官治喪，表現得極為傷心，每次都哭得很厲害，都哭得昏迷良久。但其時正值三吳饑荒，後來又發生戰亂，子平在母親死了八年之久都未能夠為她修好墳墓，於是終日悲痛號哭，即使過了這麼久仍然像入殮時那麼哀傷。子平冬天又故意不穿厚衣，夏天又不避暑，每日都只吃米粥充飢，連餸菜也不吃，甚至屋頂穿了也不修葺。子平侄兒何伯興自己去斬茅竹想去修補，但子平卻拒絕，認為自己沒有為母親修好墳墓就只是一個罪人，屋子破了也不該修補了。蔡興宗於泰始六年（470年）上任會稽太守後就為他修好了母親的墓。不過多年以來子平為母親而刻薄自己將身體都弄差了。而子平重視名節品行，即使沒人見到也堅持不懈，有學識卻不炫耀，更不求榮祿士位，這些操守卻讓他很受追求退隱之士的重視。
子平於昇平元年（477年）去世，得年六十歲。

## 延伸阅读
[在维基数据编辑]
 《宋書/卷91》，出自沈约《宋书》